# Bolyphantes alticeps
Bolyphantes alticeps là một loài nhện trong họ Linyphiidae.
Loài này thuộc chi Bolyphantes. Bolyphantes alticeps được Sundevall miêu tả năm 1833.